# Force It (álbum)
Force It es el cuarto álbum de estudio de la banda británica de hard rock y heavy metal UFO, publicado en 1975 por Chrysalis Records. Al igual que el anterior y gracias a la llegada de Michael Schenker, el disco es cargado al hard rock y al heavy metal, permitiendo que fuese el primer disco de la banda en entrar en la lista Billboard 200 de los Estados Unidos en el puesto 71. Fue nuevamente producido por el bajista de Ten Years After, Leo Lyons, mientras que Chick Churchill integrante de la banda ya mencionada participó en lo teclados, convirtiéndose en la primera aparición de este instrumento en un disco de UFO.
La portada original fue diseñada por Hipgnosis que fue criticada por los medios, ya que durante años los géneros de la pareja en el baño eran desconocidos y la desnudez estaba al borde de las normas de la decencia. Los modelos eran en realidad Genesis P Orridge y su novia Cosey Fanni Tutti. La obra de arte fue suavizado para la primera versión estadounidense, haciendo a la pareja transparente en la bañera.

## Lista de canciones
| N.º | Título                                   | Escritor(es)                | Duración |  |
| 1.  | «Let It Roll»                            | Schenker, Mogg, Way, Carter | 3:57     |  |
| 2.  | «Shoot Shoot»                            | Schenker, Mogg, Way, Parker | 3:40     |  |
| 3.  | «High Flyer»                             | Schenker, Mogg              | 4:08     |  |
| 4.  | «Love Lost Love»                         | Schenker, Mogg              | 3:21     |  |
| 5.  | «Out in the Street»                      | Way, Mogg                   | 5:18     |  |
| 6.  | «Mother Mary»                            | Schenker, Mogg, Way, Parker | 3:49     |  |
| 7.  | «Too Much of Nothing»                    | Way                         | 4:02     |  |
| 8.  | «Dance Your Life Away»                   | Schenker, Mogg              | 3:35     |  |
| 9.  | «This Kid's including Between the Walls» | Schenker, Mogg              | 6:13     |  |
| 10. | «Give Her The Gun»                       | Schenker, Mogg, Way, Carter | 4:51     |  |

| Pistas adiconales en reedición de 2007 |                                     |          |  |
| N.º                                    | Título                              | Duración |  |
| 10.                                    | «A Million Miles» (canción inédita) | 4:49     |  |
| 11.                                    | «Mother Mary» (en vivo)             | 4:04     |  |
| 12.                                    | «Out in the Street» (en vivo)       | 5:12     |  |
| 13.                                    | «Shoot Shoot» (en vivo)             | 3:48     |  |
| 14.                                    | «Let It Roll» (en vivo)             | 4:59     |  |
| 15.                                    | «This Kid's» (en vivo)              | 4:19     |  |

## Músicos
- Phil Mogg: voz
- Michael Schenker: guitarra eléctrica
- Pete Way: bajo
- Andy Parker: batería

Músico invitado
- Chick Churchill: teclados